# 无瓣繁缕
无瓣繁缕（学名：Stellaria apetala）为石竹科繁缕属的植物。分布在北美洲、亚洲、欧洲以及中国大陆的江苏、新疆等地，生长于海拔1,200米的地区，目前尚未由人工引种栽培。